# Grand Cane
Grand Cane és una població dels Estats Units a l'estat de Louisiana. Segons el cens del 2000 tenia 191 habitants.

## Demografia
Segons el cens del 2000, Grand Cane tenia 191 habitants, 87 habitatges, i 54 famílies. La densitat de població era de 73 habitants/km².
Dels 87 habitatges en un 32,2% hi vivien nens de menys de 18 anys, en un 46% hi vivien parelles casades, en un 13,8% dones solteres, i en un 36,8% no eren unitats familiars. En el 32,2% dels habitatges hi vivien persones soles el 17,2% de les quals corresponia a persones de 65 anys o més que vivien soles. El nombre mitjà de persones vivint en cada habitatge era de 2,2 i el nombre mitjà de persones que vivien en cada família era de 2,82.
Per edats la població es repartia de la següent manera: un 24,1% tenia menys de 18 anys, un 4,7% entre 18 i 24, un 25,7% entre 25 i 44, un 24,6% de 45 a 60 i un 20,9% 65 anys o més.
L'edat mediana era de 43 anys. Per cada 100 dones de 18 o més anys hi havia 83,5 homes.
La renda mediana per habitatge era de 31.429 $ i la renda mediana per família de 36.250 $. Els homes tenien una renda mediana de 29.500 $ mentre que les dones 23.125 $. La renda per capita de la població era de 15.461 $. Entorn del 15,7% de les famílies i el 16,4% de la població estaven per davall del llindar de pobresa.

## Poblacions més properes
El següent diagrama mostra les poblacions més properes.